# Rada Stanu (Księstwo Warszawskie)
Rada Stanu – organ konstytucyjny Księstwa Warszawskiego wzorowany na francuskiej Radzie Stanu.
Zgodnie z konstytucją Księstwa Rada Stanu składała się z ministrów; miała również wspólnego z  Radą Ministrów sekretarza i (do 1810 roku) wspólną kancelarię. Prowadziło to do wzajemnego przenikania się funkcji tych organów władzy. Zmiana nastąpiła 12 sierpnia 1808, gdy król Fryderyk August I mianował dodatkowych sześciu radców stanu; po przyłączeniu zdobytych na Austrii w 1809 roku terenów Nowej Galicji było już dwunastu radców, później zaś pojawili się ministrowie-członkowie Rady Stanu.

## Kompetencje
Rada Stanu działała na podstawie dekretu królewskiego z 24 grudnia 1807. Jej zadania łączyły w sobie zakres czynności zarówno władzy administracyjnej (włącznie z sądownictwem administracyjnym), jak i sądowniczej i obejmowały:
1. przygotowanie projektów aktów ustawodawczych – dekretów królewskich i uchwał Sejmu,
2. sądownictwo administracyjne w II instancji,
3. spory kompetencyjne między urzędami,
4. pozbawianie urzędników  publicznych immunitetu sądowego,
5. opiniowanie raportów z działalności ministrów,
6. sądownictwo kasacyjne w sprawach cywilnych i karnych.

Uchwały Rady Stanu – oprócz wyroków wydawanych jako Sąd Kasacyjny – wymagały zatwierdzenia króla.
Od 1807 Rada Stanu była faktycznym rządem Księstwa, co oficjalnie potwierdzone zostało dekretami z 25 marca i 20 kwietnia 1809. W marcu 1810 utraciła jednak swą dotychczasową pozycję.

## Organizacja
Organizacja Rady Stanu ustalona została ostatecznie w 1810 roku. Składała się ona wówczas z czterech sekcji, których zadaniem było przygotowywanie projektów uchwał w sprawach legislacyjnych i administracyjnych oraz Komisji Podań i Instrukcji, zajmującej się sprawami związanymi z rolą sądowniczą Rady Stanu.
Akta Rady Stanu z niewielkimi stratami przetrwały II wojnę światową i obecnie znajdują się w Archiwum Głównym Akt Dawnych w dwu zespołach: Rada Stanu i Rada Ministrów Księstwa Warszawskiego (9 mb) i Archiwum Publiczne Potockich (korespondencja prezesa Rady, Stanisława Kostki Potockiego).

## Prezesi Rady Stanu
- Stanisław Małachowski – od 5 października 1807 do grudnia 1807 (zrezygnował)
- Ludwik Szymon Gutakowski – od 14 grudnia 1807 do listopada 1808 (zrezygnował)
- Stanisław Kostka Potocki – od 25 marca 1809